# Финансовая афера
Финансовая афера — сомнительная сделка, которая осуществляется с целью получения наживы недобросовестными лицами.

## История

### XX век
Виктор Люстиг переехал в США из Европы и зарабатывал деньги тем, что продавал станки для печатания денег. Эти станки представляли собой ящики, изготовленные из красного дерева. Внутри них был механизм. Своим потенциальным клиентам Люстиг рассказывал, что он наносит на бумагу рисунок денежной купюры при использовании специального химического раствора. При демонстрации устройства Виктор Люстиг говорил, что оно может печатать только одну купюру за шесть часов, и клиенты были так заинтересованы в устройстве, что покупали сразу несколько станков, стоимость каждого из которых составляла минимум 10 тысяч долларов. Когда у клиентов устройство переставало работать, они понимали, что их обманули. Люстиг никогда не использовал специальный раствор — он просто помещал в специальное отделение несколько настоящих купюр. Они не обращались в полицию из-за этого, справедливо опасаясь наказания за собственную незаконную деятельность. Через какое-то время он переехал в Париж.
Здесь он прославился тем, что продал Эйфелеву башню. Однажды он увидел обсуждение в газете, где обсуждались денежные расходы на содержание Эйфелевой башни. Он подделал бумаги, при помощи которых смог выдавать себя за представителя французских властей. Люстиг пригласил на встречу владельцев крупных фирм по переработке металла.
Виктор Люстиг заявил, что правительство Франции заинтересовано в продаже Эйфелевой башни на металлолом из-за высоких расходов на её содержание. Он добавил, что эту сделку не нужно афишировать, иначе это может вызвать возмущение со стороны общественности. Он утверждал, что правительство Франции поручило ему организовать тендер и провести закрытый аукцион.
Предприниматель Андре Пуассон попросил у Люстига отдельной встречи, во время которой Люстиг пожаловался на свою скромную зарплату. Предприниматель дал аферисту чек на 500 тысяч франков и договор о продаже Эйфелевой башни был подписан. После этого Виктор Люстиг уехал из Парижа в Вену, а Андре Пуассон начал демонтировать конструкцию башни — за что и был арестован. Когда все подробности всплыли, он не стал подавать в суд на Люстига, опасаясь, что это повредит его деловой репутации.
Итальянец Карло Понци организовал одну из первых финансовых афер. После эмиграции в США, он занял 200 долларов и открыл «Компанию по обмену ценных бумаг». Фирма занималась выдачей векселей и обещала, что за 90 дней вкладчики вместо 1000 долларов получат 1500 долларов. Такая прибыль выплачивалась за счёт привлечения новых вкладчиков. Через 7 дней после открытия компании в Бостоне начался инвестиционный бум. Этому способствовала реклама, которую размещали в СМИ о деятельности компании и о прибыльности инвестиций в неё.
Финансовая афера просуществовала меньше года, но стала примером для многих других аферистов, которые создавали свои предприятия по её подобию. Крах всего предприятия произошёл летом 1920 года, после того, как в одной газете появилась публикация о том, как на самом деле работает компания. Люди стали меньше вкладывать в неё деньги, и поэтому не было что выплачивать старым вкладчикам. В результате аферы Понци пострадало 40 миллионов вкладчиков, а сумма их вкладов составила 15 миллионов долларов.
От финансовой аферы Бернарда Мейдоффа пострадали миллионы человек. Ущерб составил около 50 миллиардов долларов. В 1960 году он основал компанию Madoff Investment Securities, у которой была хорошая инвестиционная репутация. Во время экономического кризиса в 2008 году многие инвесторы решили забрать свои деньги, но не смогли это сделать. Компания долгое время не инвестировала средства, а выплачивала доход старым клиентам за счёт привлечения новых людей.

## Описание
Есть несколько факторов, которые способствуют осуществлению финансовых афер. Аферисты часто используют помощь привлекательных и эрудированных сообщников. Они эксплуатируют мечты или желания людей, например желание быстро разбогатеть, из-за чего притупляется способность к рациональному мышлению.